# 3. Arany Málna-gála
A 3. Arany Málna-gálán (Razzies) – az Oscar-díjátadó paródiájaként – az 1982-es év legrosszabb amerikai filmjeit, illetve alkotóit díjazták tíz kategóriában. A díjazottak kihirdetésére egy rögtönzött, „az Oscar-gála maradékait felhasználó összejövetel” keretében került sor, 1983. április 11-én.
A mezőnyből kiemelkedett – kilenc kategóriában 10 jelöléssel – Matt Cimber Butterfly című filmdrámája: 3 díjat nyert el. Érdekes, hogy női főszereplője, a színész-énekes Pia Zadora megkapta a legrosszabb új sztár díjat, holott ugyanezen szerepéért az előző évi Golden Globe-gálán elnyerte az év legjobb új sztárja (színésznő) díjat. 9 jelölést és 3 díjat kapott The Pirate Movie musical; rendezője, Ken Annakin maga is megkapta a legrosszabb rendező díjat, megosztva Terence Younggal, az Inchon című, a koreai háború idején játszódó történelmi dráma rendezőjével. Ez utóbbi, kritikai és üzleti szempontból egyaránt óriási bukásnak bizonyult film „nyerte” a legtöbb díjat: 5 jelölésből négy Arany Málnával szégyenítették meg.

## Díjazottak és jelöltek
| „Győztes” |

| Kategória                        | „Győztesek” és jelöltek |
| -------------------------------- | --- |
| Legrosszabb film                 | Inchon, producer: Mitsuhari Ishii (MGM)                                                                                      |
| Legrosszabb film                 | Annie, producer: Ray Stark (Columbia/Rastar)                                                                                 |
| Legrosszabb film                 | Butterfly, producer: Matt Cimber (Analysis Releasing)                                                                        |
| Legrosszabb film                 | Megaforce, producer: Albert S. Ruddy (20th Century Fox)                                                                      |
| Legrosszabb film                 | The Pirate Movie, producer: David Joseph (20th Century Fox)                                                                  |
| Legrosszabb férfi főszereplő     | Laurence Olivier – Inchon |
| Legrosszabb férfi főszereplő     | Willie Aames – Sivatagi paradicsom és Zapped!                                                                                |
| Legrosszabb férfi főszereplő     | Christopher Atkins – The Pirate Movie                                                                                        |
| Legrosszabb férfi főszereplő     | Luciano Pavarotti – Mondj igent Giorgionak!                                                                                  |
| Legrosszabb férfi főszereplő     | Arnold Schwarzenegger – Conan, a barbár                                                                                      |
| Legrosszabb női főszereplő       | Pia Zadora – Butterfly |
| Legrosszabb női főszereplő       | Morgan Fairchild – The Seduction                                                                                             |
| Legrosszabb női főszereplő       | Mia Farrow – Szentivánéji szexkomédia                                                                                        |
| Legrosszabb női főszereplő       | Kristy McNichol – The Pirate Movie                                                                                           |
| Legrosszabb női főszereplő       | Mary Tyler Moore – Hat hét                                                                                                   |
| Legrosszabb férfi mellékszereplő | Ed McMahon – Butterfly |
| Legrosszabb férfi mellékszereplő | Michael Beck – Megaforce |
| Legrosszabb férfi mellékszereplő | Ben Gazzara – Inchon |
| Legrosszabb férfi mellékszereplő | Ted Hamilton – The Pirate Movie                                                                                              |
| Legrosszabb férfi mellékszereplő | Orson Welles – Butterfly |
| Legrosszabb női mellékszereplő   | Aileen Quinn – Annie |
| Legrosszabb női mellékszereplő   | Rutanya Alda – A démonok háza                                                                                                |
| Legrosszabb női mellékszereplő   | Colleen Camp – The Seduction                                                                                                 |
| Legrosszabb női mellékszereplő   | Dyan Cannon – Halálcsapda |
| Legrosszabb női mellékszereplő   | Lois Nettleton – Butterfly                                                                                                   |
| Legrosszabb rendező              | Ken Annakin – The Pirate Movie (megosztva) Terence Young – Inchon (megosztva)                                                |
| Legrosszabb rendező              | Matt Cimber – Butterfly |
| Legrosszabb rendező              | John Huston – Annie |
| Legrosszabb rendező              | Hal Needham – Megaforce |
| Legrosszabb forgatókönyv         | Inchon, írta: Robin Moore és Laird Koenig                                                                                    |
| Legrosszabb forgatókönyv         | Annie, írta: Carol Sobieski, Harold Gray híres képregényéből, a Little Orphan Annieből készült Thomas Meehan-musical alapján |
| Legrosszabb forgatókönyv         | Butterfly, írta: John F. Goff és Matt Cimber, James M. Cain regényéből                                                       |
| Legrosszabb forgatókönyv         | The Pirate Movie, írta: Trevor Farrant, Gilbert és Sullivan Penzance kalózai c. vígoperájából „koppintva”                    |
| Legrosszabb forgatókönyv         | Mondj igent Giorgionak!, írta: Norman Steinberg, Annie Piper regénye által „megihletve”                                      |
| Legrosszabb új sztár             | Pia Zadora – Butterfly |
| Legrosszabb új sztár             | Morgan Fairchild – A csábítás                                                                                                |
| Legrosszabb új sztár             | Luciano Pavarotti – Mondj igent Giorgionak!                                                                                  |
| Legrosszabb új sztár             | Aileen Quinn – Annie |
| Legrosszabb új sztár             | Mr. T – Rocky III |
| Legrosszabb „eredeti” dal        | The Pirate Movie „Pumpin' and Blowin'” című dala, zene és szöveg: Terry Britten, B. A. Robertson és Sue Shifrin              |
| Legrosszabb „eredeti” dal        | Szerző, szerző! „Comin' Home to You” című dala, zene: Dave Grusin, szöveg: Marilyn Bergman és Alan Bergman                   |
| Legrosszabb „eredeti” dal        | The Pirate Movie „Happy Endings” című dala, zene és szöveg: Terry Britten, B. A. Robertson és Sue Shifrin                    |
| Legrosszabb „eredeti” dal        | Butterfly „It's Wrong for Me to Love You” című dala, zene Ennio Morricone, szöveg: Carol Connors                             |
| Legrosszabb „eredeti” dal        | A lebujzenész „No Sweeter Cheater than You” című dala, zene és szöveg: Gail Redd és Mitchell Torok                           |
| Legrosszabb filmzene             | The Pirate Movie, zene: Kit Hain                                                                                             |
| Legrosszabb filmzene             | Butterfly, zene: Ennio Morricone                                                                                             |
| Legrosszabb filmzene             | Bosszúvágy 2., zene: Jimmy Page                                                                                              |
| Legrosszabb filmzene             | Monsignor, zene: John Williams                                                                                               |
| Legrosszabb filmzene             | A dolog, zene: Ennio Morricone                                                                                               |
| Legrosszabb életmű díja          | Irwin Allen producer, „a katasztrófamester”                                                                                  |

## A kategóriákban előforduló filmek
| Jelölés | Díj | Magyar cím               | Eredeti cím                    |
| ------- | --- | ------------------------ | ------------------------------ |
| 10      | 3   |                          | Butterfly                      |
| 9       | 3   |                          | The Pirate Movie               |
| 5       | 4   |                          | Inchon                         |
| 6       | 1   | Annie                    | Annie                          |
| 3       | 0   | A csábítás               | The Seduction                  |
| 3       | 0   |                          | Megaforce                      |
| 3       | 0   | Mondj igent Giorgionak!  | Yes, Giorgio                   |
| 1       | 0   | A démonok háza           | Amityville II: The Possession  |
| 1       | 0   | A dolog                  | The Thing                      |
| 1       | 0   | A lebujzenész            | Honkytonk Man                  |
| 1       | 0   | Bosszúvágy 2.            | Death Wish II                  |
| 1       | 0   | Conan, a barbár          | Conan the Barbarian            |
| 1       | 0   | Halálcsapda              | Deathtrap                      |
| 1       | 0   | Hat hét                  | Six Weeks                      |
| 1       | 0   |                          | Monsignor                      |
| 1       | 0   | Rocky III.               | Rocky III                      |
| 1       | 0   | Sivatagi paradicsom      | Paradise                       |
| 1       | 0   | Szentivánéji szexkomédia | A Midsummer Night's Sex Comedy |
| 1       | 0   | Szerző, szerző!          | Author! Author!                |
| 1       | 0   |                          | Zapped!                        |